# Katova bašta (Košice)
Katova bašta je zbytek Košického městského opevnění.
Původně nešlo o baštu, ale o barbakán a její současné pojmenování pochází až z 19. století. Ve srovnání s jinými barbakany nápadně rozsáhlejší objekt byl vybudován ve dvou časově rozdílných fázích.
Katovu baštu nechal vystavět po roce 1441 kapitán Košic Jan Jiskra z Brandýsa ve službách krále Ladislava Pohrobka, který se podielel i na zpevňování ostatních částí opevnění v souvislosti se zvýšeným nebezpečím obležení města přívrženci Vladislava Varnenčíka. Jiskra nechal Malovanou bránu chránit novým modernizačním prvkem středověké fortifikace- barbakánem. V první fázi šlo o jednoduchou polokruhovitou stavbu, stojící samostatně od lucemburské hradby.
Druhá etapa výstavby Katovy bašty je datována zhruba do let 1461-1471. Barbakán byl radikálně přebudován na mohutné dělostřelecké těleso s deseti dělovými komorami. Svými parametry jako velikost a opěrný systém s hliněným valem, který měl tlumit dělostřelecké nálety, představuje Katova bašta unikátní typ fortifikačního útvaru, který je přechodem od rondelového systému ke bastionovému, běžně rozšířenému v Evropě až v 16. století.
V současnosti je objekt využit pro areál Východoslovenského muzea s expozicí kovolijectví.